# Fusconaia edgariana
Fusconaia edgariana är en musselart. Fusconaia edgariana ingår i släktet Fusconaia och familjen målarmusslor. Inga underarter finns listade i Catalogue of Life.